# Kasteel Tschanüff
Kasteel Tschanüff is een kasteelruïne in de gemeente Ramosch in het Zwitserse kanton Graubünden. Het kasteel is van het type hoogteburcht en ligt op een hoogte van 1240 meter. Het stamt uit de 12e eeuw.

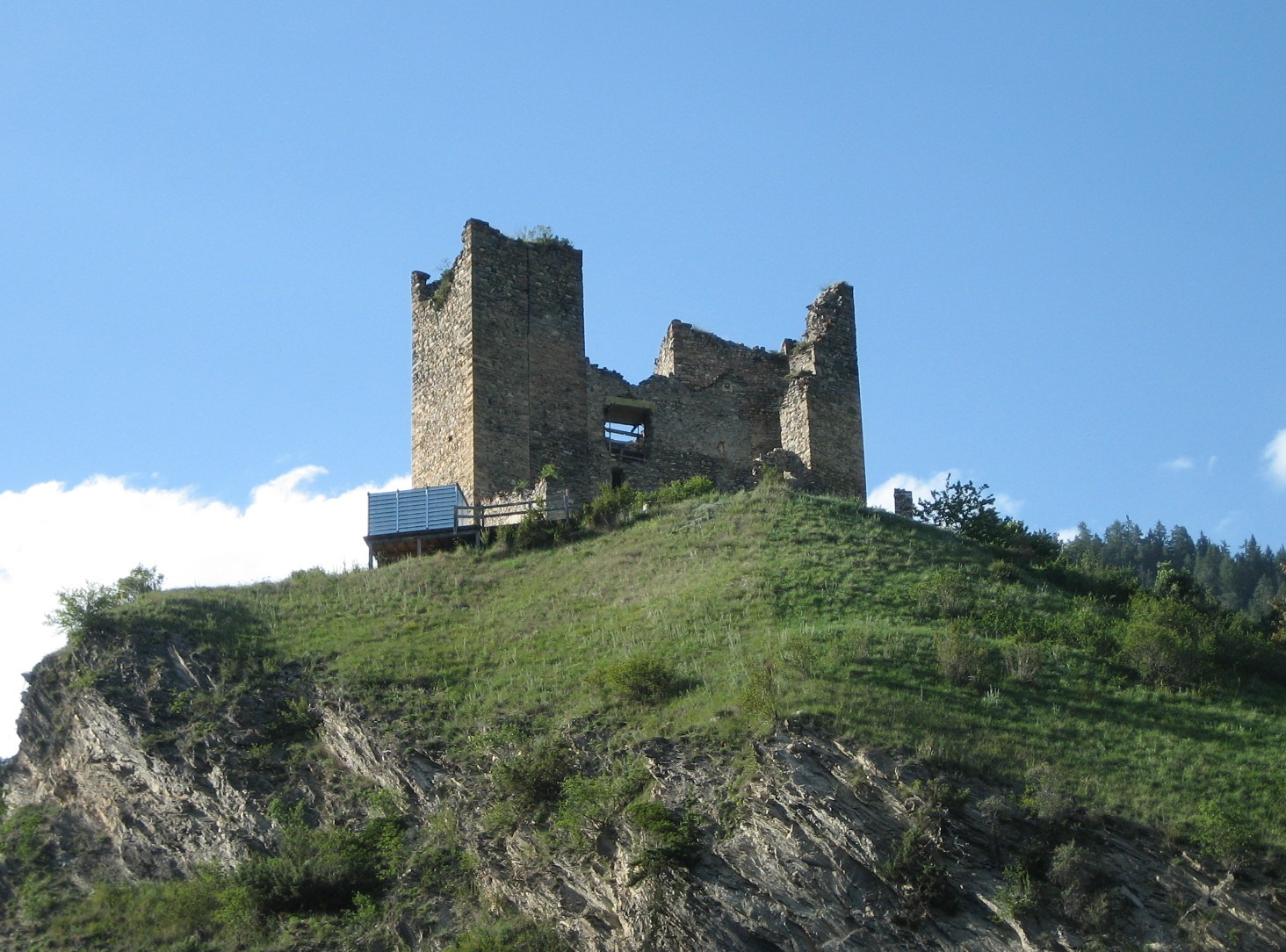
Kasteel Tschanüff, gezien van de zuidzijde(2007).
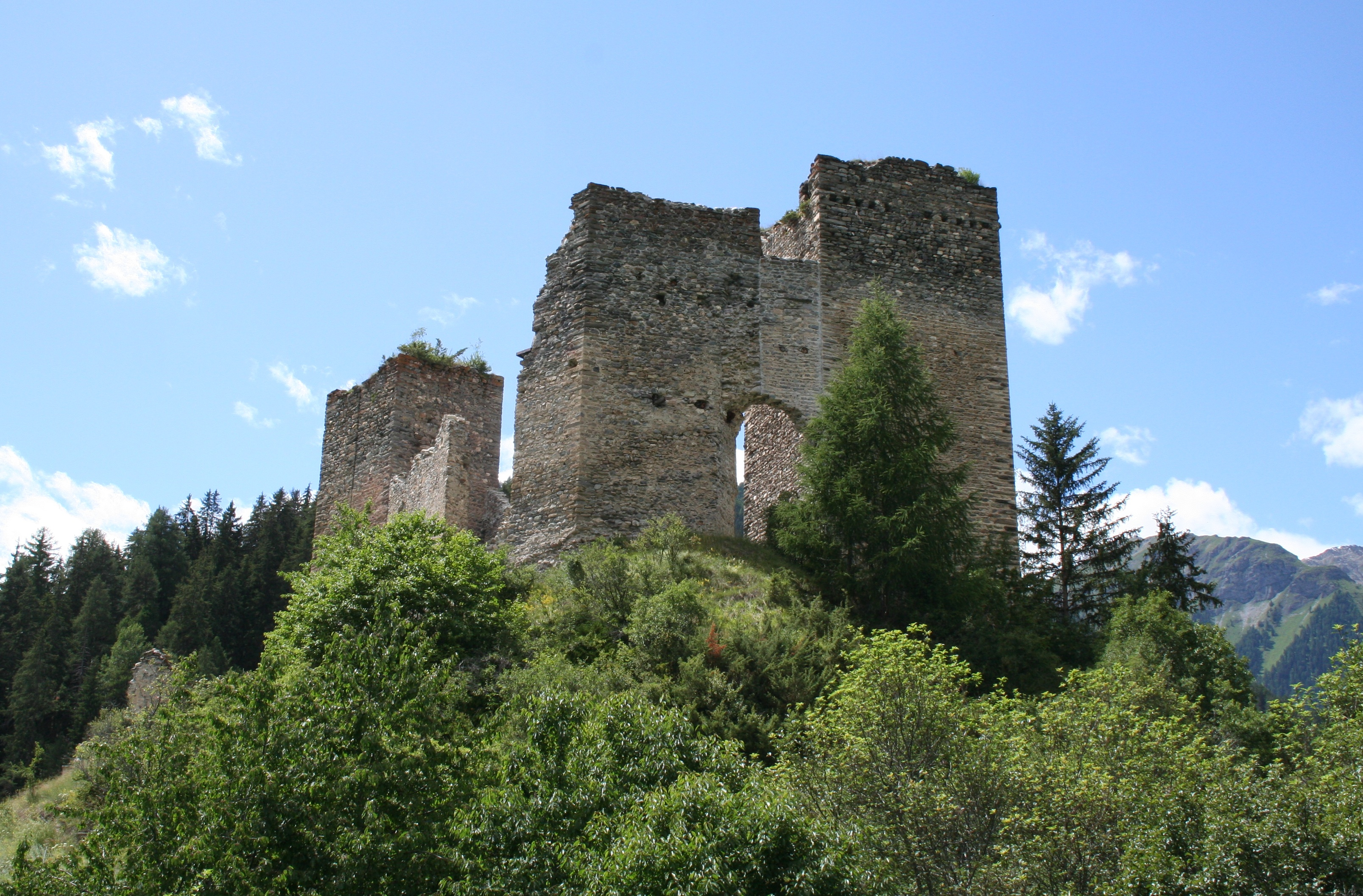
Kasteel Tschanüff, gezien van de zuidoostzijde (2009).